# Zánět vzdušných vaků krůt
Infekce Mycoplasma meleagridis (MM) u krůt jsou příčinou hromadného onemocnění, které se projevuje zánětem vzdušných vaků, deformacemi kostí, snižováním hmotnostních přírůstků, růstu a zvýšenou embryonální mortalitou v líhních.

## Historie a výskyt
Adler et al. (1958) jako první prokázali, že aerosakulitida (zánět vzdušných vaků) u 1denních krůťat může být také způsobena jinou mykoplasmou než M. gallisepticum. Infekce M. meleagridis jsou pravděpodobně ubikvitárně rozšířeny v celém světě a také frekvence MM-aerosakulitid je poměrně častá v komerčních chovech krůt. V některých vyspělejších zemích však již existují chovy prosté této infekce.

## Příčina onemocnění (etiologie)

### Klasifikace a morfologie
Původcem onemocnění je Mycoplasma meleagridis (MM). Po obarvení Geimsou se jeví jako kokoidní tělíska velikosti 0,4 µm. Ribosomy jsou rozloženy kolem buněčné periferie. Nejčastějším morfologickým typem je sférická forma velikosti 200–700 nm. Replikuje se binárním dělením. U DNA kmene 17529 je složení bází G+C 27–28 %, velikost genomu 4,2 ± 0,5×108 daltonu.

### Kultivace
MM je fakultativní anaerob. Roste optimálně na agaru při teplotě 37–38 °C, kolonie vznikající během 2–3 dní inkubace jsou malé a ploché, velikosti 0,04–0,2 mm. Požadavky na kvalitu médií jsou vysoké, nezbytné jsou kvasničný autolyzát a prasečí nebo koňské sérum. Drůbeží séra nejsou vhodná. Na bujón se většina izolátů špatně adaptuje.

### Biochemické vlastnosti
M. meleagridis nefermentuje dextrózu ani jiné cukry, neredukuje tetrazoliové soli, ale má argininovou a fosfatázovou aktivitu. Hemolyzuje koňské erytrocyty.

### Odolnost v prostředí
Většina obvykle používaných dezinfekčních prostředků je účinná. V médiu při pH 8,4–8,7 přežívá 25–30 dní ve vysokém titru, čerstvé agarové kultury přežívají nejméně 6 dní při pokojové teplotě. Teplotou 45 °C je inaktivována během 6–24 hodin, teplotou 47 °C již během 40–120 minut. Lyofilizované kultury zůstávají životné nejméně 5 let. M. meleagridis dobře přežívá bez podstatného poklesu životnosti ve zmraženém krůtím semenu.

### Antigenní vlastnosti
M. meleagridis se antigenně liší od ostatních aviárních mykoplasmat. K typizaci MM se používají aglutinace, imunofluorescence, testy inhibice růstu a metabolismu a komplement fixační test. Některé izoláty vykazují hemaglutinační aktivitu, která ale nesouvisí s virulencí.

### Patogenita
Existují patogenní i nepatogenní kmeny M. meleagridis. V klinické manifestaci nemoci se projevuje i kmenová variabilita.

## Vznik a šíření nemoci (epizootologie)

### Hostitel
M. meleagridis je specifický patogen pouze pro krůtakrůty; kur domácí je k infekci nevnímavý.

### Přenos
M. meleagridis se vyznačuje vysokou infekciozitou a přenáší se vertikálně i horizontálně. Je přenášena mezi krůtami v kterémkoliv věku přímým kontaktem s infikovanými jedinci nebo nepřímo přes kontaminované prostředí. K přímému přenosu infekce dochází v líhních, v rámci hejna nebo i mezi hejny vzdušnou cestou. Nepřímý přenos závisí na podmínkách ošetřování. Po dosažení pohlavní dospělosti krůt má horizontální přenos jen malý význam.
Vertikální přenos M. meleagridis představuje nejzávažnější způsob šíření infekce. K infekci reprodukčního traktu krůt dochází primárně po inseminaci infekčním semenem. Místo, kde dochází k infekci vejce, není přesně známo. Pravděpodobně to nejsou vaječníky, kde se dosud nepodařilo MM prokázat ani u vylučujících nosnic, ale vejcovod. Způsob přenosu známý u M. gallisepticum, tj. kontaktem infikovaného abdominálního vzdušného vaku s povrchem ovariálního folikulu, nebyl potvrzen. Infekce MM se lokalizuje v pohlavním aparátu krůt i krocanů (kloaka, penis), kde může perzistovat až do dospělosti. U krůt infikovaných vertikálně dochází v průběhu embryonálního vývoje pravděpodobně k imunologické toleranci, protože M. meleagridis perzistuje u nich ve vejcovodu mnohem déle v porovnání s krůtami infikovanými v dospělosti.
U infikovaných násadových vajec je zvýšená embryonální mortalita a krůťata líhnutá z takových vajec vykazují v prvních 3–6 týdnech života snížení hmotnostních přírůstků i životaschopnosti, zánět vzdušných vaků (aerosakulitidy) a kostní abnormality.

## Projevy nemoci (symptomatologie)

### Klinika
Klinický obraz v mnoha případech záleží na virulenci M. meleagridis, přítomnosti stresujících faktorů a kontaminujících infekcí.
Klinicky zjevné respirační příznaky se při infekci samotné M. meleagridis vyskytují poměrně zřídka, a to i bez ohledu na poměrně častý pitevní nález aerosakulitid u krůťat vertikálně infikovaných. Nestálým rysem nemoci u takto infikovaných krůťat je také výskyt kostních abnormalit, projevující se prohnutím, zkroucením nebo zkrácením tarzometatarzálních kostí, zduřením kloubu hlezna a deformací krčních obratlů, nebo zakrslost či abnormality v opeření. K úhynům dochází spíše v důsledku kanibalismu. K respiračnímu onemocnění s typickými příznaky většinou dochází při simultánních infekcích dalšímimykoplasmaty, které působí synergicky. Současná infekce MM s M. iowae vyvolává těžké záněty vzdušných vaků, s M. synoviae pak sinusitidy. Horizontální infekce krůt probíhá zpravidla subklinicky.
M. meleagridis neovlivňuje snášku ani oplozenost násadových vajec, ale zvyšuje mortalitu embryí v poslední fázi inkubace. Negativně ovlivňuje růst i hmotnost mladé drůbeže, zvyšuje počet brakovaných a na porážce konfiskovaných zvířat pro zánět vzdušných vaků.

### Patologie
Změny vzdušných vaků jsou charakterizovány zesílením stěny, nažloutlým exsudátem, který se nachází i na sousedících tkáních a občasnou přítomností různě velikých hrudek kaseózního (sýrovitého) materiálu volně uloženého v dutině tělní. Změny vyvolávané samotnou MM jsou méně intenzivní v porovnání se simultánní infekcí s M. iowae. Výskyt kostních změn obvykle souvisí s výskytem aerosakulitid.

### Imunita
Mateřské protilátky (aglutininy) jsou detekovatelné ve vysokém procentu u krůťat od infikovaných krůt; perzistují asi 2 týdny po vylíhnutí. Nechrání ale před poškozením vzdušných vaků u infikovaných embryí. Perzistující infekce u vertikálně infikovaných krůt je vysvětlována imunologickou tolerancí. Obecně imunita při infekci M. meleagridis není velká

## Diagnostika
Diagnostika zánětu vzdušných vaků krůt vychází ze stejných postupů jako při ostatních mykoplasmových infekcích.
Diferenciální diagnostika. Záněty vzdušných vaků po infekci M. meleagridis nutno odlišit od aerosakulitid vyvolávaných M. gallisepticum nebo jinými mykoplasmaty, případně dalšími agens. Na smíšenou infekci MM s M. synoviae nebo M. iowae poukazuje zvýšená embryonální mortalita, sinusitidy a aerosakulitidy. Kostní abnormality kromě MM způsobuje také M. iowae anebo dietetické závady.

## Terapie a prevence
Léčebná i preventivní opatření jsou podobná jako při infekci M. gallisepticum. Byla však pozorována nižší účinnost erytromycinu u několika kmenů M. meleagridis. Snížení frekvence vertikálního přenosu nemusí být dostatečné ani po injekční (perorální) aplikaci tylosinu v pitné vodě. Lepších výsledků bylo dosaženo ošetřením násadových vajec antibiotiky – omezení zánětu vzdušných vaků, zlepšení líhnivosti, užitkovosti, redukce výskytu kostních abnormalit a snížení konfiskací na porážce.
Z preventivních opatření se klade největší důraz na provádění umělé inseminace a používání semene od zdravých neinfikovaných krocanů. Vhodné vakcíny proti M. meleagridis nebyly zatím připraveny.